# Olietønde
Olietønder (også kendt som steelpans eller steeldrums (officielt betegnet steelpans) og nogle gange under den samlede betegnelse med musikere som et steelband) er et musikinstrument, der ofte bruges til musik stammende fra Trinidad og Tobago.
Olietønden er et tonebringende percussioninstrument, stemt kromatisk (selvom nogle legetøjs- og begynderudgaver er stemt diatonisk), lavet af tønde af den type, der indeholder olie.
Tonerne i tønderne hamres ud i forskellige størrelser, således at der bliver forskellige toner placeret mere eller mindre vilkårligt i tøndens flade. Placeringen af tonerne er dog næsten altid ens i tønder af samme stemmeleje, og det gør det derfor muligt at spille på "ukendte" tønder.

## Steelband
Et steelband betegner et band af olietønder oftest bestående af sopran-, alt-, tenor- og basolietønder. Bastønderne er hele tønder og forefindes ofte i sæt på seks. Tønderne til de andre tre tonelejer er overskårede i lidt forskellige størrelser, hvor tønder til alt og tenor er i sæt på to, mens soprantønderne oftest kun er single, hvilket formentligt skyldes, at sopranen oftest er melodien og dermed spiller flere toner – her er en enkel tønde klart mest overskuelig.
I nogle steelbands findes også guitar-, bariton- og cello-tønder.

## Ekstern information
Tøndens historie på www.HotPans.dk (desuden også fremstilling) Arkiveret 19. juli 2011 hos  Wayback Machine